# François-Joachim de Pierre de Bernis
François-Joachim de Pierre, cardinale de Bernis (Saint-Marcel-d'Ardèche, 22 maggio 1715 – Roma, 3 novembre 1794), è stato un cardinale, arcivescovo cattolico e politico francese.

## Biografia
Discendente da una famiglia della nobiltà, al momento della sua nascita molto decaduta, fu avviato, non essendo il primogenito, alla carriera ecclesiastica. Con una notevole inclinazione per la letteratura e la poesia, entrò, a soli 29 anni, nell'Académie française. A proposito del suo stile poetico Voltaire scrisse che era assai lezioso
ma il successo di pubblico fu vasto e le sue raccolte di poesie furono pubblicate a più riprese in ben 11 edizioni.
Nel 1748 divenne conte di Lione, titolo che spettava di diritto ai membri del capitolo della cattedrale di Saint-Jean.
In seguito intraprese con successo la carriera politica. Fu protetto da Madame de Pompadour che lo considerò uno dei suoi più stretti consiglieri. Nel 1752 fu nominato ambasciatore presso la Repubblica di Venezia, incarico che svolse con successo. Durante i tre anni di permanenza nella Serenissima condusse una vita estremamente brillante divenendo amico di Giacomo Casanova (che nella sua Histoire ne traccia un ritratto vivissimo). È da rilevare che il ritratto che De Bernis fornisce di sé stesso nell'autobiografia, tutto teso a manifestare la sua morigeratezza e modestia, è diametralmente opposto a quello di Casanova che lo dipinge come un gaudente libertino. Va detto che la fama di cui il cardinale godeva presso i contemporanei sembra far giudicare più aderente alla realtà quello tramandatoci dall'avventuriero veneziano.
Terminato l'incarico veneziano, de Bernis, entrò a far parte dei consiglieri del re Luigi XV. Sempre assiduamente seguito dalla Pompadour, diresse il cosiddetto "rovesciamento delle alleanze" che portò, con il Trattato di Versailles del 1756, all'alleanza della Francia con l'Austria per far fronte all'aggressivo militarismo prussiano e all'espansionismo imperialistico inglese.
La sua azione, tendente a mantenere un equilibrio pacifico in Europa, fu però vanificata dall'attacco prussiano all'Austria con il conseguente inizio della guerra dei sette anni. Nel 1757 divenne ministro di Stato (2 gennaio) e poco dopo (29 giugno) assunse il dicastero degli esteri. Il 2 ottobre 1758 fu nominato da Clemente XIII cardinale diacono, ma non gli venne assegnata alcuna diaconia, a causa dei rapporti con la Pompadour. Fu ordinato prete nel 1760. Nel 1764 fu nominato arcivescovo di Albi. Ricevette la berretta cardinalizia solo nel 1769, quando divenne cardinale titolare di San Silvestro in Capite. Dieci giorni dopo dette le dimissioni da ministro degli esteri, indicando come successore il duca di Choiseul che verrà infatti nominato il 3 dicembre. Il 25 novembre ricevette le berretta cardinalizia dalle mani del re nel corso di una cerimonia troppo solenne per non risultare falsa.
Subito dopo cadde in disgrazia, come gli venne notificato con una lettera del re in data 13 dicembre, e fu allontanato da Parigi. Il motivo del suo allontanamento è da ricercare in un conflitto con la potentissima Pompadour che non aveva apprezzato affatto la sua politica di "buon senso", tesa a far uscire in qualche modo la Francia dalla pericolosissima situazione che si era venuta a creare in seguito all'andamento della guerra.
I fatti successivi dimostrarono la ragionevolezza del cardinale e l'errore strategico di una politica troppo rigida che condusse il paese a riportare danni enormi, tra cui la perdita di colonie importantissime, quali il Canada, e l'avvento dell'indiscusso predominio sui mari della corona inglese.
De Bernis si ritirò nel suo piccolo castello di Vic-sur-Aisne dove si dedicò alla composizione dei Mémoires dettati alla nipote, la marchesa di Puy-Montbrun. L'opera, importantissima per la comprensione delle vicende storiche a cui De Bernis aveva partecipato, si ferma al 1758, in quanto l'autore la interruppe nel 1769 allorché partì per partecipare al conclave indetto alla morte del papa Clemente XIII.
In quest'occasione il cardinale svolse un ruolo attivo, su indicazione del re e di Choiseul, nel tentativo, riuscito, di far eleggere un papa avversario dei gesuiti. Il che avvenne con l'elezione al soglio pontificio di Clemente XIV che sciolse nel 1773 la Compagnia di Gesù.
Nel gennaio del 1764 fu riammesso a corte e alcuni anni dopo, nel 1769, fu nominato ambasciatore a Roma dove rimase fino alla morte. Nel 1774 fu nominato vescovo di Albano. Fu l'ultimo abate commendatario dell'Abbazia delle Tre Fontane in Francia.
In seguito alla Rivoluzione gli fu chiesto, nel 1790, di prestare giuramento alla nuova Costituzione civile del clero. Dopo vari tentennamenti, inviò un giuramento con riserva che fu giudicato nullo dall'Assemblea per vizio di forma (30 gennaio 1791). Il successivo 23 febbraio inviò il rifiuto formale di aderire alla richiesta.
Subì un richiamo e gli venne notificata l'incompatibilità fra la carica di ambasciatore e quella di arcivescovo di Albi. Poco dopo un altro arcivescovo fu eletto al suo posto e contemporaneamente fu iniziata un'azione contro di lui per il recupero di imposte arretrate. In seguito a ulteriori azioni nei suoi confronti, tutti i suoi beni furono sequestrati e posti all'incanto o incamerati dallo Stato.
Fu membro della Massoneria.
Nonostante la perdita di tutte le cariche e di ogni suo avere, il cardinale, rimasto definitivamente a Roma e dichiaratosi ufficialmente emigrato, mantenne comunque una posizione influente, grazie alla sua indiscussa esperienza, partecipando alla vita politica e diplomatica romana. Morì il 3 novembre 1794 e fu sepolto nella chiesa di San Luigi dei Francesi.

## Conclave
Durante il suo periodo di cardinalato il De Bernis partecipò ai seguenti conclave:
- Conclave del 1769, che elesse papa Clemente XIV
- Conclave del 1774-1775, che elesse papa Pio VI

## Genealogia episcopale
La genealogia episcopale è:
- Cardinale Scipione Rebiba
- Cardinale Giulio Antonio Santori
- Cardinale Girolamo Bernerio, O.P.
- Arcivescovo Galeazzo Sanvitale
- Cardinale Ludovico Ludovisi
- Cardinale Luigi Caetani
- Vescovo Giovanni Battista Scanaroli
- Cardinale Antonio Barberini, O.S.Io.Hieros.
- Arcivescovo Charles-Maurice Le Tellier
- Arcivescovo Jean-Baptiste-Michel Colbert de Saint-Pouange
- Vescovo Olivier Jégou de Kervilio
- Arcivescovo Louis de La Vergne-Montenard de Tressan
- Cardinale Paul d'Albert de Luynes
- Cardinale François-Joachim de Pierre de Bernis